# Distretto di Balsapuerto
Il distretto di Balsapuerto è uno dei sei distretti della provincia di Alto Amazonas, in Perù. Si trova nella regione di Loreto e si estende su una superficie di 2.839,69 chilometri quadrati.
Istituito il 2 gennaio 1857, ha per capitale la città di Balsapuerto.